# Liste der Landschaftsschutzgebiete in Oberösterreich
In Oberösterreich gibt es 17 Landschaftsschutzgebiete, die auf Grund einzelner Landesgesetze ausgewiesen sind. In Oberösterreich ist der Begriff des Naturparks in dem des Landschaftsschutzgebiets integriert.
| Nr.   | Bezeichnung                                       | Bezirk                     | Gemeinden                                                                                        | ha      | LGBl. Nr. | Lage                            | Anmerkung |
| ----- | ------------------------------------------------- | -------------------------- | ------------------------------------------------------------------------------------------------ | ------- | --------- | ------------------------------- | --------- |
| lsg01 | Feldaisttal                                       | Freistadt                  | Pregarten, Wartberg ob der Aist                                                                  | 45,00   | 32/1986   | 48.34 14.526111111111           |           |
| lsg02 | Schalchhamer Au                                   | Vöcklabruck                | Regau                                                                                            | 4,00    | 88/1992   | 48 13.674444444444              |           |
| lsg03 | Pfandler Au                                       | Gmunden                    | Bad Ischl                                                                                        | 14,40   | 7/1993    | 47.716666666667 13.579722222222 |           |
| lsg04 | Fasanenau                                         | Vöcklabruck                | Vöcklabruck                                                                                      | 2,00    | 48/1994   | 48.001 13.67                    |           |
| lsg06 | Roadlberg                                         | Urfahr-Umgebung            | Alberndorf, Ottenschlag                                                                          | 52,00   | 106/1997  | 48.429166666667 14.4            |           |
| lsg07 | Tal der Kleinen Gusen                             | Freistadt, Urfahr-Umgebung | Alberndorf, Unterweitersdorf                                                                     | 30,50   | 22/2000   | 48.385 14.467777777778          |           |
| lsg08 | Warscheneck-Süd–Wurzeralm                         | Kirchdorf                  | Spital am Pyhrn                                                                                  | 257,59  | 78/2000   | 47.641666666667 14.282222222222 |           |
| lsg09 | Puchheimer Au                                     | Vöcklabruck                | Attnang-Puchheim                                                                                 | 11,60   | 29/2002   | 48 13.717777777778              |           |
| lsg10 | Weyr-Welsern                                      | Vöcklabruck                | Neukirchen an der Vöckla                                                                         | 2,71    | 40/2002   | 48.040277777778 13.545555555556 |           |
| lsg11 | Kulturterrassen in Ödenkirchen                    | Rohrbach                   | Ulrichsberg                                                                                      | 54,00   | 43/2002   | 48.656944444444 13.919722222222 |           |
| lsg12 | Landschaftsschutzgebiet Warscheneck-Süd Frauenkar | Kirchdorf                  | Spital am Pyhrn                                                                                  | 250,00  | 88/2002   | 47.644444444444 14.2625         |           |
| lsg13 | Wiesmoos                                          | Gmunden                    | Gosau                                                                                            | 18,79   | 62/2004   | 47.615 13.530277777778          |           |
| lsg14 | Naturpark Obst-Hügel-Land                         | Eferding                   | Scharten, St. Marienkirchen an der Polsenz                                                       | 2629,06 |           | 48.250512109167 14.032630920278 |           |
| lsg15 | Naturpark Mühlviertel                             | Freistadt, Perg            | Rechberg, St. Thomas am Blasenstein, Bad Zell, Allerheiligen im Mühlkreis                        | 1046,00 |           | 48.3244283 14.7126536           |           |
| lsg16 | Altpernstein                                      | Kirchdorf                  | Micheldorf in Oberösterreich                                                                     | 35,88   | 55/2006   | 47.883888888889 14.156666666667 |           |
| lsg17 | Unterhimmel                                       | Steyr                      | Steyr                                                                                            | 25,00   | 61/2007   | 48.040555555556 14.390277777778 |           |
| lsg18 | Naturpark Attersee-Traunsee                       | Gmunden, Vöcklabruck       | Altmünster, Aurach am Hongar, Schörfling am Attersee, Steinbach am Attersee, Weyregg am Attersee | 7682,50 | 52/2012   | 47.865277777778 13.624888888889 |           |